# ABNアムロ銀行
ABNアムロ銀行 （えーびーえぬアムロぎんこう） は、オランダ・アムステルダムに本拠を置く大手投資銀行。リーマン・ショック後の一時国有化を経て、現在は持株会社のABNアムロ・グループの傘下に位置づけられている。同グループは2015年11月、ユーロネクスト・アムステルダム市場（Euronext: ABN ）に株式公開を行った。

## 概要
1991年9月22日、ABN（Algemene Bank Nederland）とアムロ銀行（AMRO Bank）は欧州共同体市場での競争力を確保するため合併を果した。
ABNアムロは1996年にN・M・ロスチャイルド&サンズと、1998年にメロン銀行ペンシルベニア支店と、事業提携した。1999年12月からシャドー・バンキング・システムを構築してゆき、世界金融危機で破綻するような簿外処理を重ねた。2002年にDelbrück & Co. を、2003年にベスマンバンクを買収した。ベスマンバンクは子会社ながら拡大を遂げて、2013年12月にクレディ・スイスのドイツプライベート・バンキング部門を買収した。
2004年、ABNアムロはリーゼ・プラン（LeasePlan）をフォルクスワーゲングループ、ムバダラ・ディベロプメント・カンパニー、オラヤングループ（Olayan Group）の三社に売却した。
2007年10月、ABNアムロはロイヤルバンク・オブ・スコットランドとサンタンデール、フォルティスの3行連合に買収された。2008年4月に上場廃止。同年秋のリーマン・ショックでフォルティスがオランダ、ベルギー、ルクセンブルク各政府の救済措置を受けた際、オランダ政府はフォルティスからABNアムロを含むオランダ事業を取得した。2010年、ABNアムロはフォルティス系のフォルティス・バンク・ネーデルランドと合併した。
2015年に上場したABNアムロであるがしかし、翌年に公開されたパナマ文書の情報は経済紙フィナンシエル・ダハブラット紙とトラウ紙をして顧客の租税回避を幇助していると主張させた。ブルームバーグによると、2015年第4四半期には相当の減益を記録していた。2016年11月現在、ダハブラット紙によるとABNアムロは2つの子会社が保有している合計43億ユーロの国債に課税されて1.42億ユーロの追徴課税を受けている。目下、ブロックチェーンに活路を見出そうとしている。

## オランダ貿易会社
ABNはオランダ貿易会社（Nederlandsche Handel-Maatschappij）を起源とする。オランダ領東インド（蘭印）の貿易活動を再興し、ウィーン体制を経済的に確立せんと1824年に設立された。本社は最初ハーグにおかれたが、すぐにアムステルダムへ移された。本社の事務総裁の下に事務部門が稼働し、更に五つの実務部門がおかれた。1825年に上海へ事務所を開いた。オランダ貿易会社は蘭印のプランテーション作物の輸出を金融したが、その利益は1840年から1880年まで毎年平均で1800万グルデンの国庫収入をもたらした。国家予算の実に1/3を稼ぎ出したのである。同社自身も広大なプランテーションを経営し、この間1858年にシンガポールへ事務所を設けた。プランテーションの漸次廃止にともない同社は銀行業へ前向きとなり、1874年に両替商と証券取引を禁止されそうになると、1882年にバルタザール（Balthasar Heldring）が表向き同社を工業会社へ仕立て上げ、その裏で銀行業へ転換させた。
1903年に上海へ支店を出して以来1946年まで、オランダ貿易会社は上海ドルを流通させ通貨発行益を貪った。
1926年ジッダにサウジ・オランダ銀行（Saudi Hollandi Bank）を設立し、蘭印からの移住者の便宜を図った。この銀行はサウジアラビアにおいて金本位制の中央銀行として活躍し、同国最初の石油取引を仲介した。1936年まで支店網は拡大しなかった。
第二次世界大戦後にオランダ貿易会社は多くの支店を展開した。

## オランダ総合銀行
1964年オランダ貿易会社は、一世紀の歴史をもつ農林金庫（Twentsche Bank）との経営統合に合意し、両社はオランダ総合銀行（ABN）となった。エンスヘデの起業家による農林金庫は1841年に銀行業をスタートし、オランダ国内トウェンテ地方の繊維産業を主要な顧客とした。1858年にロンドン支店を設けた。ロンドンから綿花をエンスヘデに送り、アムステルダムへ輸出した。某イギリス系銀行を買収したのをきっかけに、1875年から1884年までパリで外為取引所を運営した。1890年代ヴェストファーレンに子会社をつくり、エンスヘデに酷似する経済成長を実現した。1907年恐慌の前後十年ほどの間に夥しい地銀株を取得し拡大した。1917年に会社形態がLLCとなった。世界恐慌で株を保有してあった地銀が傘下へなだれこんだ。
1967年ABNは、国立労働銀行・ドレスナー銀行・BNP・バークレイズ・バンカメと合弁でルクセンブルクに欧州金融会社（Société Financière Européenne）を設立した。1972年、ABN・バークレイズ・ブリュッセル銀行・ドイツ信用抵当銀行（Bayerische Hypotheken- und Wechsel-Bank, 現ウニクレディト）が中心となり欧州銀行連合（ABECOR）を結成し、アメリカ系オフショアファンドを同連合で経営した。
1973年には国際銀行間通信協会の設立にも参加した。
1975年、ABNがBank Mees & Hope を買収した。この銀行は1966年にホープ商会と経営統合した。ホープ商会は19世紀に専ら米露の鉄道へ投資をしていた。元々オランダ東インド会社を経営する貿易商社であったが、20世紀に投資業へ軸足を移した。ホープ商会はベアリングス銀行その他ドイツの個人銀行らとベスマンバンク のコンソーシアムに参加していた。ベスマンバンクはロスチャイルドをライバルとした1748年創業の御用銀行家であり、マリア・テレジアやピウス6世 (ローマ教皇)、アレクサンドル1世などを顧客とした。
1979年、シカゴ第六位の規模であったラサール国立銀行（LaSalle National Bank）を買収した。
1980年4月、ABNはヌフリーズ・シュルンベルジェ・マレ（Neuflize Schlumberger Mallet）の大半を買収した。この銀行は200家族であるヌフリーズとマレがつくった。双方とも1889年インドシナ銀行のコルレスバンクとなった。

## アムロ銀行
アムロ銀行（AMRO Bank）は1964年にオランダ・アムステルダム銀行とロッテルダム銀行が対等合併し誕生した。両行は1939年7月21日に提携を合意していたが、第二次世界大戦が不可避となり同年10月7日に提携が棚上げされていた。1967年に欧州中期信用銀行（Banque Européenne de Crédit à Moyen Terme）に参加した。他に参加したのは、サミュエル・モンタギュー（現HSBC）、ドイツ銀行、ソシエテ・ジェネラルであった。1975年にPHP（Pierson, Heldring & Pierson）を買収したが、その独立性を奪うことがなかった。1977年にロンドン支店を開設した。40年ぶりの海外支店であった。1988年2月に欧州統合の一環としてベルギー総合会社と国際銀行の設立計画を発表したが、実現しなかった。
オランダ・アムステルダム銀行（Amsterdamsche Bank）は、1871年にダルムシュタット商工銀行（Darmstädter Bank für Handel und Industrie, のちのダナート銀行）を主幹事とするシンジケートが設立した。普仏戦争の講和により得た賠償金を海外へ投資したのである。同行の強みは多彩であり、アムステルダムのダイヤモンド市場・株取引・新株発行に顔が利いた。一方、だぶついた資金が同行を冒険に駆り立てた。1881年から3年ほど、危険な米鉄道株へオランダ資本を輸出した。1884年ジャワで砂糖価格が暴落し、同行は損害を受けた。それでも、1907年恐慌から数年後に経営難となった多くの地銀の受け皿となった。1937年、アントウェルペンのダイヤモンド工業へ投資するため子会社を設けた。1947年に対等合併（Incasso Bank）してから支店網拡大が進んだ。1958年「紳士クラブ」に参加した。
ロッテルダム銀行（Rotterdamsche Bank）はマーテン・ミーズ（Marten Mees）らが1863年に設立した。ピンコフス（Lodewijk Pincoffs）が1879年に詐欺破産した事件で損害を被り、大不況が癒える暇を与えなかった。1904年にウィレム・ウェステルマン（Willem Westerman）がマネージング・ディレクターとなった。1911年だけで二度も大合併を実現し、アムステルダムとロッテルダム各金融資本の対立に動揺をもたらした。ロッテルダム銀行は第一次世界大戦から数年で合併をくり返し急成長した。1924年ヴァイマル共和政の金融危機はドーズ案のきっかけとなったが、ロッテルダム銀行にも損害を与え、財相個人のはからいでオランダ銀行の特融を受けた。条件として、ロッテルダム銀行は全海外支店に保有する全株式を売却した。1960年に国立商業銀行（Nationale Handelsbank）を買収した。ここでロッテルダム銀行は極東の支店に加え、シカゴに子会社（Mercantile Bank of Canada）をもつこととなったが、1964年にアムロ銀行となるまでにすべて売却してしまった。